# La Orchila

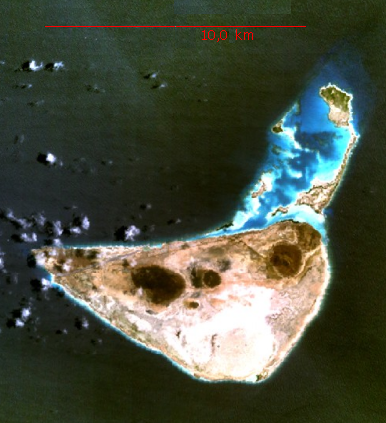
Zdjęcie satelitarne wyspy

La Orchila – wyspa należąca do Dependencji Federalnych Wenezueli. Leży na Morzu Karaibskim, ok. 180 km na północ od Caracas. Współrzędne geograficzne: 66º 10´ W, 11º 47´ N. Powierzchnia wyspy to 13 km². W całości stanowi ona bazę wojskową.